# Église du Saint-Sacrement de Liège
Pour les articles homonymes, voir Église du Saint-Sacrement.
L'église du Saint-Sacrement (anciennement appelée église Sainte-Anne) est un édifice religieux catholique de Liège (Belgique). Consacrée en 1527 et reconstruite par Jacques-Barthélemy Renoz en 1750 elle faisait partie du couvent des Augustins avant sa suppression après la Révolution française le 1er septembre 1796.

## Historique

### Église Sainte-Anne
L'église appartenait au prieuré de Saint-Augustin, installé à Liège en 1497. Elle fut consacrée le 25 mai 1527, par Pierre Van den Eynde ou A Fine, religieux de l'ordre des Ermites de Saint-Augustin, évêque de Dario ou Darie (?) (in partibus infidelium) depuis le 16 juillet 1525, et suffragant du cardinal Érard de La Marck, prince-Évêque de Liège. L'église à cette époque était connue sous le nom de Sainte-Anne. Durant la deuxième moitié du XVIIIe siècle, les religieux n'étant probablement plus satisfaits de l'édifice, décidèrent de le détruire afin de le remplacer par un bâtiment mieux adapté à leurs besoins et au style architectural en vogue à l'époque, le néo-classicisme. Ils engagèrent l'architecte liégeois Jacques-Barthélemy Renoz, connu pour avoir réalisé d'autres œuvres telles que la collégiale Saint-Jean, le  château de Beaumont et l'hôtel de ville de Verviers. La construction, sans précision, débute aux alentours de 1766. 
En 1796, le couvent des Augustins cesse ses fonctions religieuses et l'église est vendue comme « bien national ». L'église subit alors de nombreuses affectations : magasin à fourrage, local de manège, arène pour le cirque, moulin à ciment, magasin à bois, etc. En 1859, Madame veuve Dumonceau acquiert l'église alors qu'elle devait être détruite, permettant ainsi sa préservation. En 1864, le Comte Henri de Meeus, ainsi qu'un comité, décidèrent d'acheter l'édifice à la veuve et de le restaurer. Ce projet fut confié à l'architecte L. Demany qui tenta de préserver son aspect du XVIIIe siècle. Quelques ajouts furent apposés comme le mobilier dans l'abside, offert par le Comte de Meeus en 1866. Le 3 mars 1866, l'évêque de Liège, Théodore de Montpellier, bénit l'église sous le nom d'église Sainte-Anne.

### Église du Saint-Sacrement
Ce n'est que sous la consécration de l'édifice par l'archevêque Florimond de Mercy-Argenteau que la titulature changea pour l'église du Saint-Sacrement en l'honneur d'une congrégation religieuse. En effet, à la fin du XIXe siècle, les bâtiments deviennent la propriété d'une communauté religieuse de femmes, les Dames de l'Adoration perpétuelle qui vont la rendre au culte. Les rues du Jardin Botanique et des Augustins seront percées sur l'emplacement de l'ancien couvent. Au XXe siècle, en 1967, pour fêter le centenaire de l'installation des Dames de l'Adoration Perpétuelle, un nouveau projet de restauration fut entrepris afin de revaloriser l'édifice. L'architecte N. Leclerc, admirateur de la Renaissance restaura l'église en tachant d'être le plus fidèle possible. 
Après le Concile Vatican II, l'activité religieuse déclina et les Sœurs quittèrent le couvent pour retourner dans leur maison mère à Bruxelles. Par après le couvent fut vendu à une association diocésaine qui reçut l'église en donation par les Sœurs elles-mêmes. Dix ans plus tard, l'association revendit le tout et afin d'éviter une nouvelle sécularisation, un groupe de fidèles « les amis du patrimoine religieux et historique » se mobilisèrent pour rassembler les fonds et ainsi aider l'ASBL « Sursum Corda » à acheter le sanctuaire. Grâce à cela, elle peut y maintenir le culte et d'y promouvoir la culture dans ses rapports avec la liturgie. Aujourd'hui encore, aucun subside émanant des autorités publiques ou religieuses ne lui est attribué. Elle doit sa survie aux citoyens liégeois. 
Quant au bâtiment conventuel, au boulevard d'Avroy il abrite depuis 2014 une société immobilière, une clinique ophtalmologique avec des bureaux et des appartements.

## Description
C'est un édifice de plan central avec une nef de forme octogonale qui se prolonge à l'orient par un chœur à deux travées et au chevet arrondi. Dans la nef, vers le Nord et le Sud, se trouvent les bras du transept. La façade en front de rue se situe à l'Ouest. Une tour carrée est accolée à l'édifice dans l'axe. 
L'élévation se fait sur deux niveaux. La toiture est formée d'une coupole sur pendentif couverte d'un dôme à huit pans irréguliers. La tour carrée s'élève sur trois niveaux et est surmontée d'un clocheton bulbeux.

### Extérieur

#### Façade principale

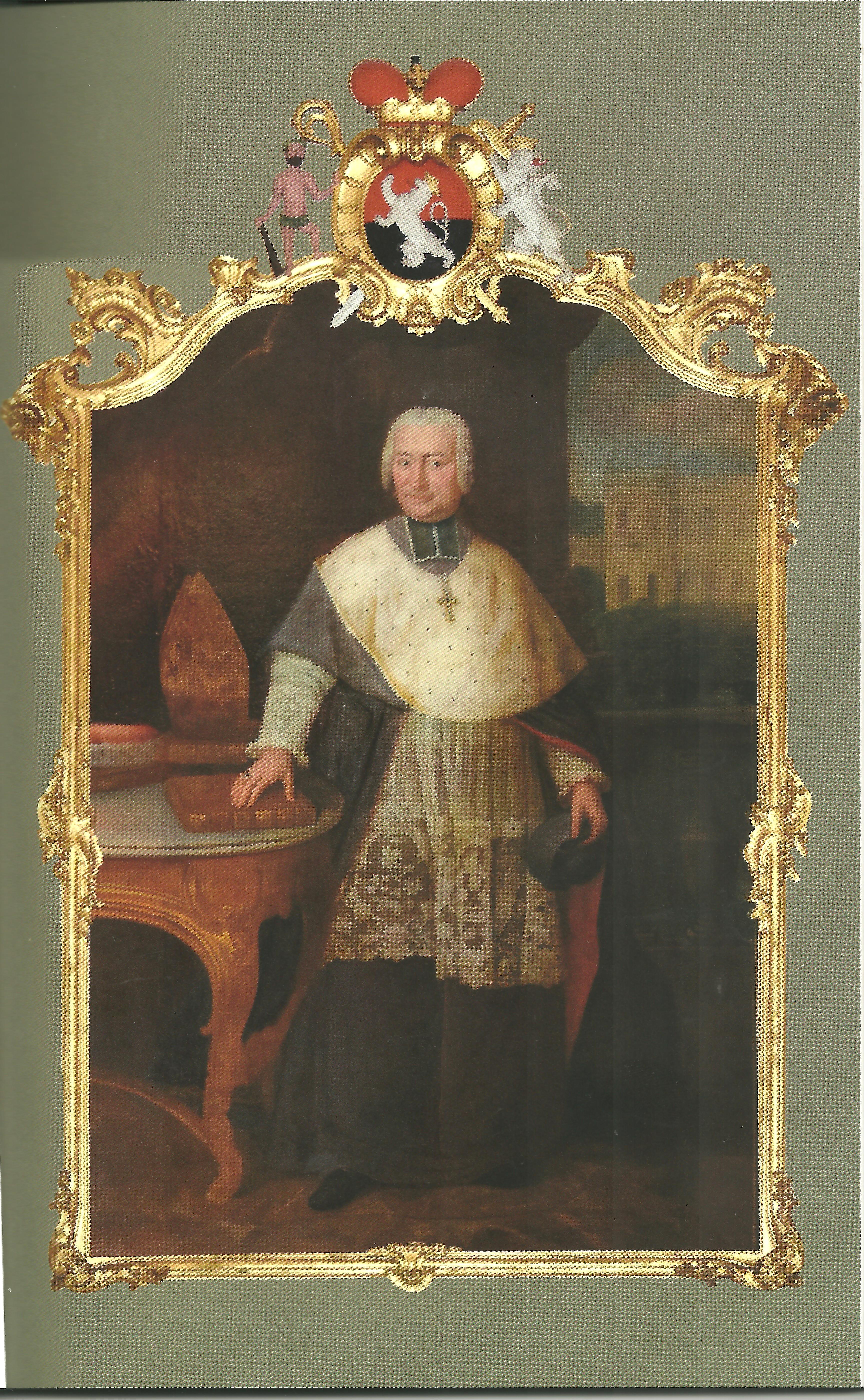
Portrait du prince-évêque Charles-Nicolas d'Oultremont avec ses armoiries figurant au fronton du St Sacrement.

La façade en front de rue est précédée d’un perron à cinq marches et est faite intégralement en calcaire de Meuse. Un haut soubassement supporte quatre pilastres à chapiteaux composites, d’abord des chapiteaux corinthiens à feuilles d’eau, surmontés de chapiteaux ioniques angulaires qui encadrent une porte de proportion monumentale. Ces pilastres supportent un entablement mouluré au-dessus duquel se trouve un fronton triangulaire surhaussé. La porte est à double battant et en chêne. Les deux bas-reliefs présents sur cette porte représentent  saint Augustin et saint Jean l’évangéliste. Ces bas-reliefs ont été réalisés par A-P. Franck. Deux guirlandes végétales sont sculptées dans la partie supérieure de la porte. Le tympan est décoré par un bas-relief rectangulaire montrant saint Jean à Patmos. Il est debout et présente le livre « La cité de Dieu » qu’il écrit et, à ses pieds, un autre livre « Confessions ». Derrière lui se trouve le figuier, arbre sous lequel il s’est converti. C’est également une œuvre d’A-P. Franck. Au-dessus du linteau se trouve une double guirlande de chérubins encadrés de deux consoles moulurées et supportant un gros larmier mouluré qui traverse toute la façade. Au deuxième étage se trouve un bas relief monumental de forme carrée. Il représente saint Augustin en pied, tenant une plume et accompagné d’un angelot qui porte une mitre et une croix. Le fronton triangulaire surhaussé avec des modillons d’aplomb  présente les armoiries polychromes de Charles-Nicolas d'Oultremont, Prince-évêque de 1763 à 1771. Là encore, c’est une œuvre d’A-P. Franck. Ces armoiries représentent un lion d'argent dans un édicule (blason ou écu) sur fond coupé de gueules (rouge) sur sable (noir), surmonté d’une couronne d'or agrémentée d’une croix impériale. La couronne princière est encadrée du sceptre d'or (évêque de Liège) et de l’épée d'or (prince du St Empire romain germanique). De part et d’autre de cet édicule se trouvent un lion d'argent, à droite et un homme sauvage en carnation ceinturé de sinople, à gauche.

#### Les faces latérales
Les côtés sont en briques et calcaire de Meuse. Un bâtiment conventuel se trouve devant le mur de l'abside et du chœur et masque le premier niveau. Deux pilastres en calcaire de Meuse se situent sur ce mur. Une chaîne horizontale en calcaire de Meuse traverse ce mur au-dessus des pilastres et se poursuit sur les trois faces du plan octogonal et le mur qui fait la jonction entre le bras du transept et la façade. Le côté nord du plan octogonal, qui est symétrique au côté sud, se compose de trois faces. Elles s'élèvent sur deux niveaux. Entre chaque face se situent des chaînes d'angle en calcaire de Meuse. Le premier niveau est percé de baies en arc en plein cintre et munie de vitraux. Le chambranle des baies est en calcaire de Meuse. La face nord présente au deuxième niveau une baie en forme de demi-cercle.

#### Le toit
Le toit est un dôme à huit pans irréguliers. Il est bombé puis incurvé pour se relever en un point supportant un globe sous une croix. Quatre pans présentent une lucarne sur le versant. Toute la toiture est couverte d'ardoises du pays. Le toit au-dessus de l'abside et du chœur est en ardoises du pays. Deux lucarnes se situent sur le versant, elles-mêmes recouvertes d'ardoises.

#### La tour
Elle se situe dans l'axe du chœur, accolée à celui-ci. Elle est construite en brique rouge et calcaire de Meuse. des traces de restauration dans la partie supérieure au niveau des joints des briques. Le deuxième niveau comporte une baie munie d’un volet. Les deux niveaux sont séparés par une chaine horizontale en calcaire de Meuse. La tour est surmontée d’un clocher bulbeux avec abat-son. Il est recouvert par une toiture en ardoises du pays à huit pans irréguliers comportant pour les larges pans, quatre lucarnes sur le versant, munies de volets. Aucune précision ne permet de savoir si ces volets sont d’origine. Le tout est surmonté d’un clocheton de forme octogonale muni de quatre baies et supportant une croix agrémentée d’une girouette. 

### Intérieur
La restauration date de l’arrivée des Sœurs de l’Adoration Perpétuelle. Cependant, un article de Vanessa Krins mentionne un artiste du nom d’Henri Deprez (1720-1797) qui a reçu une commande pour réaliser la polychromie de la coupole de l’église du Saint-Sacrement. Le sol est en carrelage noir et blanc et aucun document ne parle du sol de l’église au XVIIIe siècle. Probablement date-t-il du XXe siècle, lorsque les Sœurs ont entrepris des restaurations des dégradations dues aux différentes affectations du bâtiment. L’accès au bâtiment se fait par un porche à une entrée axiale principale et deux entrées latérales secondaires. Le corps principal de l’église est un plan octogonal formé d’une coupole sur pendentif reposant sur huit pilastres composés de piliers jumelés à chapiteaux composites. Cette coupole a une hauteur de 24,50 m. Le chœur se compose de deux travées et mène à une abside semi circulaire. Une corniche en marbre blanc souligne le pourtour du bâtiment. Elle repose sur des consoles polychromes vert et or. La corniche se compose d’une frise décorée d’une guirlande dorée. L’architrave en marbre blanc repose sur les chapiteaux composites. 

#### Le plan octogonal
Le plan est formé de huit côtés. Les murs et les pilastres sont en marbre. Les chapiteaux composites sont recouverts de polychromie dorée. Les pilastres soutiennent une frise de guirlande recouverte de polychromie dorée et surmontée d’une corniche portée par des consoles. Entre chaque pilier, sur les quatre autres côtés du plan octogonal se trouve la représentation en stuc des quatre Évangélistes portés par des anges et accompagnés de leur attribut.
La voûte, ainsi que celles des bras du transept qui sont en cul-de-four, sont polychromes bleu et les contours sont en brun. Dans la voûte des bras du transept se trouve un nuage avec six angelots. Dans la voûte en cul-de-four au-dessus du porche d'entrée se trouvent des armoiries soutenues par des angelots. Sur les piliers sont fixés 14 représentations en stuc retraçant les scènes du chemin de croix. Ces bas-reliefs datent de la fin du XXe siècle et sont du sculpteur Rixgens.

#### Le chœur
Le chœur et l'abside sont percés de chaque côté de deux baies en arc en plein cintre. Des pilastres se situent entre les baies et sont surmontés de chapiteaux composite de polychromie dorée et supportant l'architrave. Sur le côté droit du chœur, se trouve une porte pour accéder aux bâtiments conventuels. La voûte de l’abside est en berceau plein cintre longitudinale. La polychromie est bleue parsemée d’étoiles dorées. Les arcs de la voûte sont polychromes de brun, décorés de carrés ornés de fleurs en stuc. La voûte de l’abside est en cul-de-four et de même polychromie que le chœur. Au-dessus de la corniche, dans l’abside et le chœur se trouvent différentes armoiries dont une est identifiée et appartient au Prince-évêque François-Charles de Velbrück.

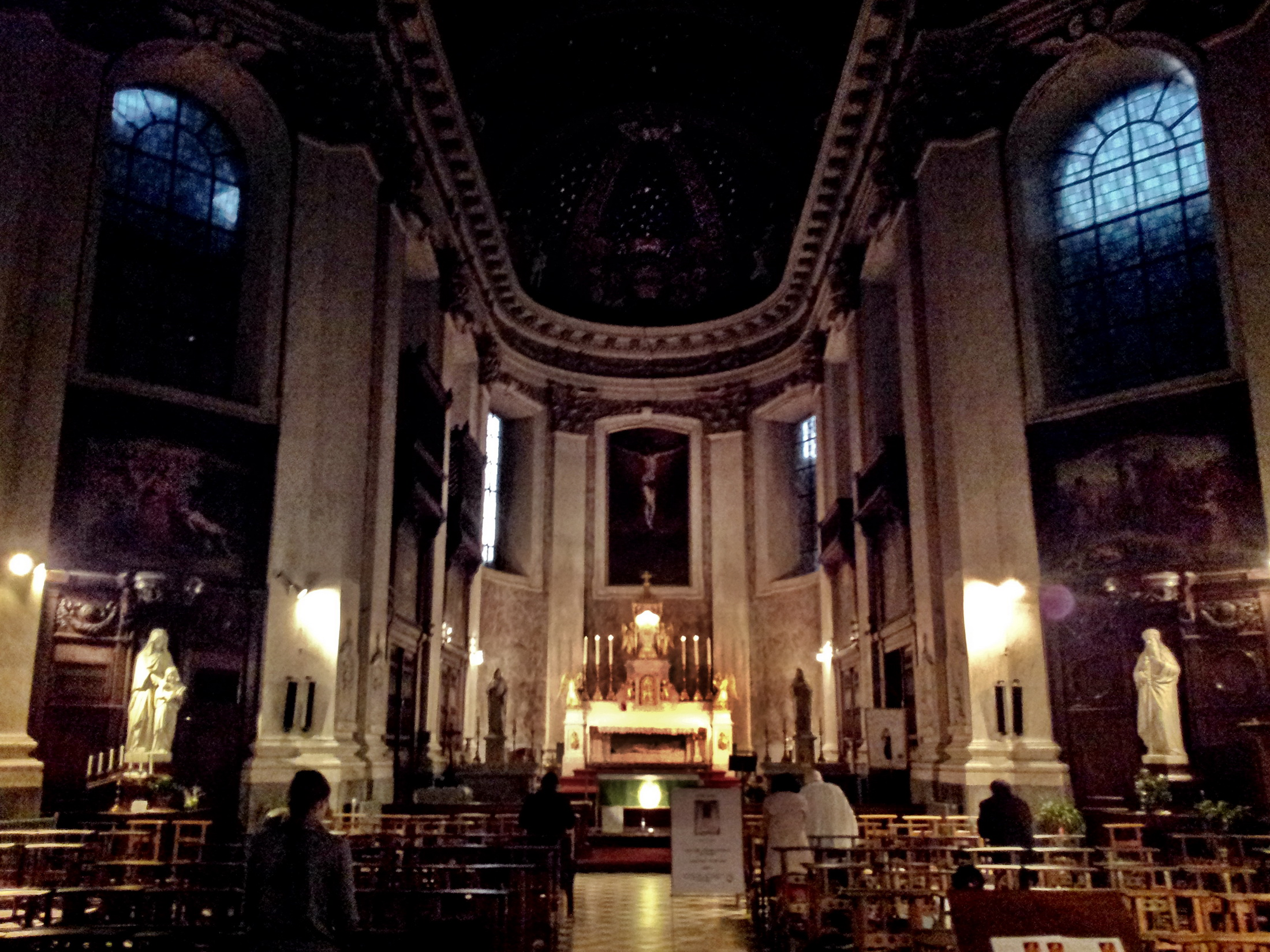
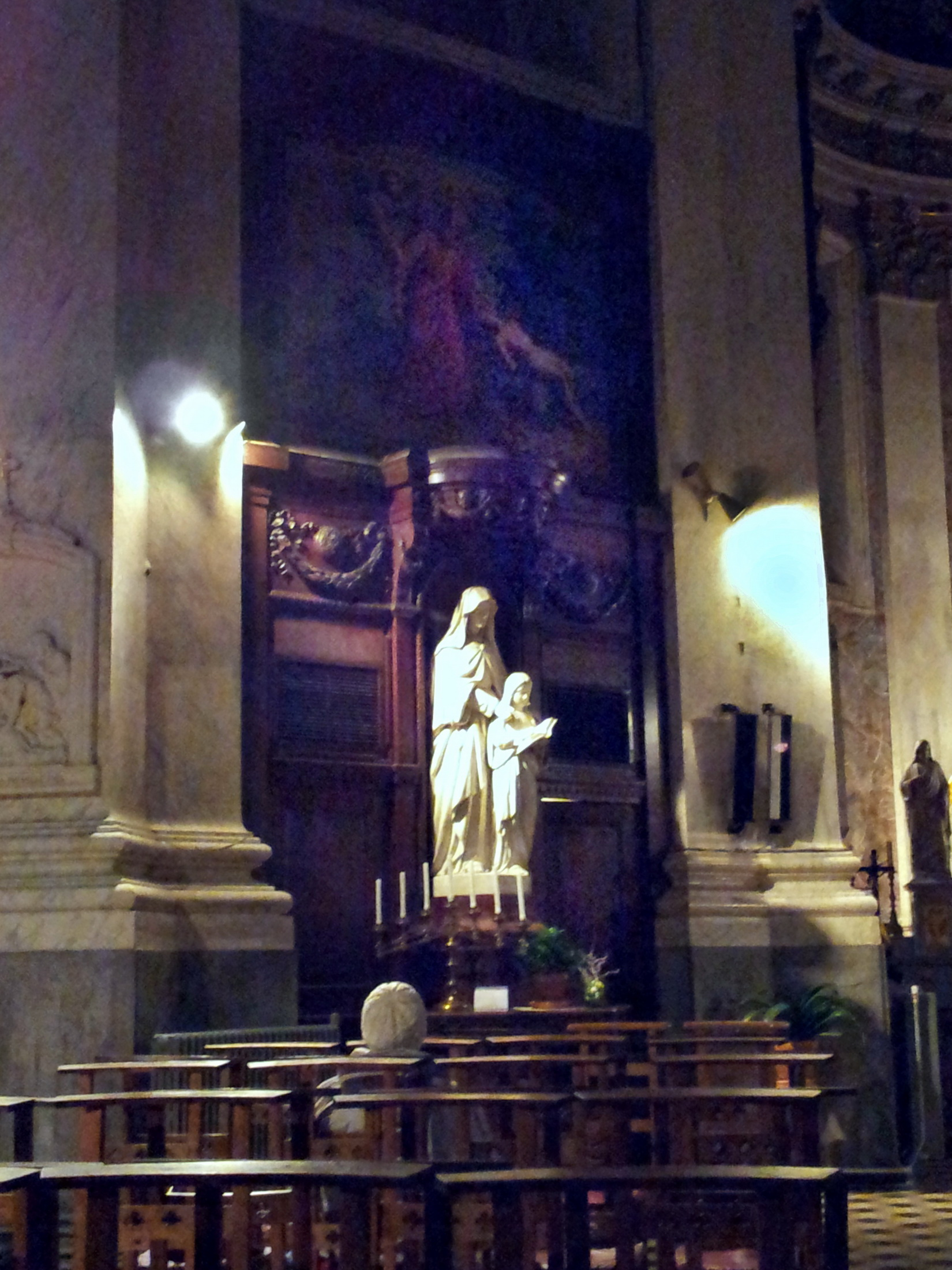
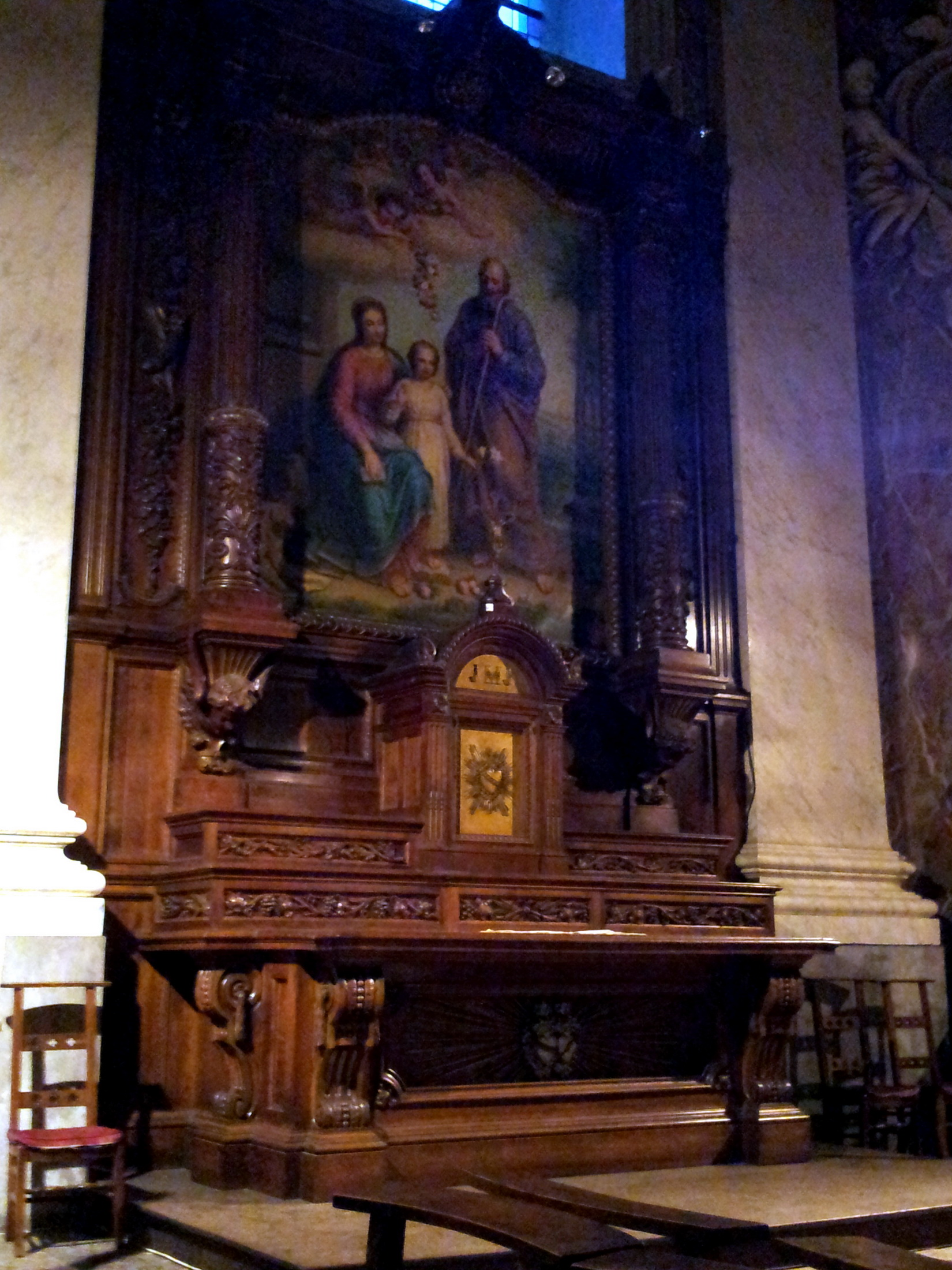
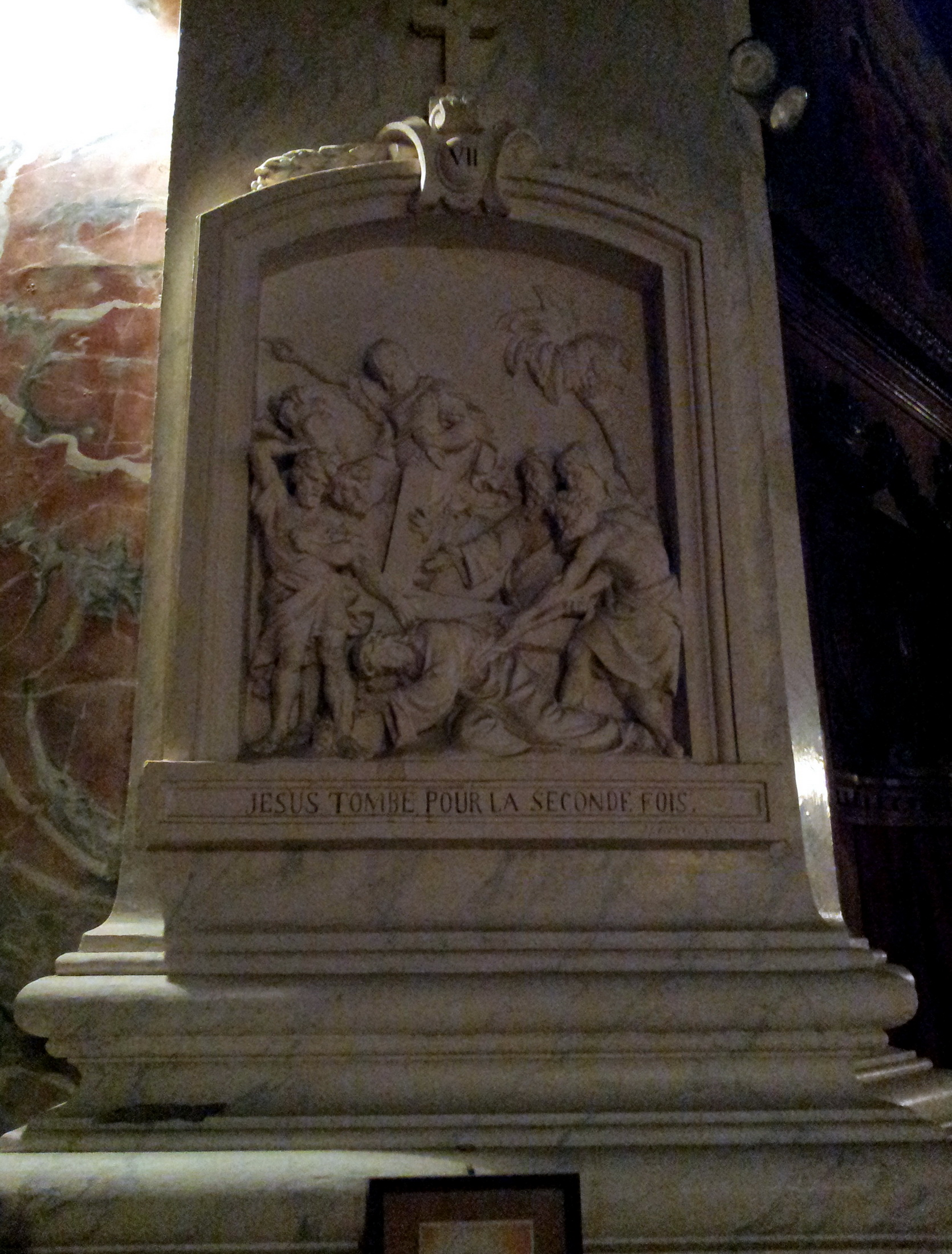